# Stormtropis
Genre
Stormtropis est un genre d'araignées mygalomorphes de la famille des Paratropididae.

## Étymologie
Le nom de ce genre d'araignée est la déclinaison en latin du mot stormtrooper. En effet, les capacités de camouflages ainsi que la maladresse des mouvements de ces araignées ont poussé les chercheurs à les nommer d'après les soldats de l'Empire dans la saga Star Wars.

## Distribution
Les espèces de ce genre sont endémiques de Colombie.

## Liste des espèces
Selon World Spider Catalog (version 24, 17/03/2023) :
- Stormtropis colima Perafán, Galvis & Pérez-Miles, 2019
- Stormtropis muisca Perafán, Galvis & Pérez-Miles, 2019
- Stormtropis paisa Perafán, Galvis & Pérez-Miles, 2019
- Stormtropis parvum Perafán, Galvis & Pérez-Miles, 2019

## Systématique et taxinomie
Ce genre a été décrit par Perafán, Galvis et Pérez-Miles en 2019 dans les Paratropididae.

## Publication originale
- Perafán, Galvis & Pérez-Miles, 2019 : « The first Paratropididae (Araneae, Mygalomorphae) from Colombia: new genus, species and records. » ZooKeys, vol. 830, p. 1-31 (texte intégral).